# Золотово (Псковский район)
Золотово — деревня в Карамышевской волости Псковского района Псковской области России.
Расположена в 15 км к востоку от села Карамышево и в 56 км к востоку от центра города Пскова.
Численность населения деревни по состоянию на 2000 год составляла 10 человек.
До 1 января  2010 года деревня входила в состав ныне упразднённой Большезагорской волости.